# Donja Voća
Donja Voća est un village et une municipalité située dans le comitat de Varaždin, en Croatie. Au recensement de 2001, la municipalité comptait 2 844 habitants, dont 98,70 % de Croates et le village seul comptait 1 148 habitants.

## Localités
La municipalité de Donja Voća compte huit localités :
| - Budinščak - Donja Voća - Fotez Breg - Gornja Voća | - Jelovec Voćanski - Plitvica Voćanska - Rijeka Voćanska - Slivarsko |